# Bundesautobahn 610
Die Bundesautobahn 610 (Abkürzung: BAB 610) – Kurzform: Autobahn 610 (Abkürzung: A 610) – war eine geplante Autobahn, die vom Dreieck Simmertal nach Idar-Oberstein führen sollte.
Am Dreieck Simmertal wäre die Autobahn mit der Bundesautobahn 60 (Abkürzung: BAB 60) verknüpft gewesen, die von Bad Kreuznach nach Wittlich geführt hätte.
Heute wird die Verbindung Idar-Oberstein – Bad Kreuznach über die Bundesstraße 41 (Abkürzung: B41) abgebildet.